# Madagascar, carnet de voyage
Madagascar, carnet de voyage é um curta-metragem de animação de 2009 dirigido por Bastien Dubois. Como reconhecimento, foi nomeado ao Oscar 2011 na categoria de Melhor Animação em Curta-metragem.